# Dart
Dart е междуплатформен, обектно ориентиран език за програмиране с подобен на C синтаксис, проектиран от датските програмисти Ларс Бак и Каспер Лунд и разработван и поддържан от Google.

## Описание
Dart е с отворен код. Използва се за разработката на приложен софтуер за смартфони, таблети, лаптопи, сървъри, както и в софтуерната рамка Flutter.

## Примери
Примерна програма, реализирана на Dart, изглежда така:
```
void
 
main
()
 
{

	
print
(
'Hello, World!'
);

}

```